# Citadelle de Piombino
La citadelle de Piombino (en italien : Cittadella di Piombino), est un complexe architectural situé sur la Piazza della Cittadella à l'extrémité sud-ouest de la commune de Piombino, dans la province de Livourne en Toscane,.

## Historique
La citadelle a été construite comme une véritable « ville dans la ville » pour les Appiani (it), principauté de Piombino, qui souhaitaient créer une cour noble de la Renaissance, avec palais, église, puits et autres bâtiments utilisés pour la cour. Elle a été construite par l’architecte florentin Andrea Guardi (it) de 1465 à 1470, par la volonté du prince Jacopo III Appiano (it).
En décembre 2008, un glissement de terrain a touché la partie sud de la citadelle, heureusement occupée par la place et dépourvue de bâtiments, mais qui a endommagé quelques bateaux dans la marina en contrebas.

## Architecture
À l’origine fortifiée et équipée d’une porte de ville (aujourd’hui disparue), elle comprenait la résidence des princes (Palazzo Appiani), une chapelle noble dédiée à Sant’Anna, une citerne et les structures utilisées pour la cour et les serviteurs.

### Palazzo Appiani
Le palais princier des Appiani a subi les plus grands ravages dont l’histoire locale a pu se souvenir : il a en fait été démoli inexplicablement en 1959 pour faire place à la villa du directeur d’Ilva, la grande industrie sidérurgique de la ville.

Un critique de l’époque a écrit : 

« Il a été détruit récemment et vous ne pouvez pas le regretter assez pour l’avoir approuvé, ou pour ne pas l’avoir empêché de toute façon. »

### La chapelle
La Cappella della Cittadella (it) ou de Sant’Anna fut construite entre 1465 et 1470 pour Jacopo III par Andrea di Francesco Guardi. Elle a une façade entièrement en marbre, tripartite par quatre lésènes surmontées d’un entablement avec tympan, avec une rosace avec dix rayons au centre ; une Vierge à l’Enfant, de Guardi lui-même, décore la lunette du portail. L’intérieur, à nef unique, est divisé en deux par une sorte de parapet du même sculpteur, servant à séparer la partie réservée à la famille des seigneurs de celle destinée aux courtisans. Sur l’autel baroque se trouve une terracotta invetriata (terre cuite émaillée) attribuée à Andrea della Robbia.

### Autres édifices
Derrière l’église se trouve un bâtiment utilisé au cours des siècles pour diverses fonctions, y compris celle de dépendance du palais princier, qui est maintenant une villa privée. La place est complétée par une citerne et le palais des Serviteurs et des Courtisans.
La citerne, en marbre blanc, est l’œuvre de Guardi et la balustrade datée de 1467 qui la ferme, comporte des bas-reliefs des visages du prince Jacopo III, de son épouse Battistina di Campo Fregoso, de son fils Jacopo IV et des armoiries de la famille. Les visages ont été mutilés pendant l’occupation de César Borgia en 1503.
Le Palazzo della Corte, restauré et modifié en 1805 par Élisa Bonaparte, abritait les services, les domestiques et tout le personnel qui travaillait au palais. Aujourd’hui, il abrite le musée archéologique du territoire de Populonia. La citadelle était autrefois fortifiée ; Seuls les murs d’enceinte de la ville sont visibles, ou ceux qui donnaient sur la campagne et le bord de mer ; la porte et le bastion face à la ville, sont perdus, démolis en 1805 par Élisa.

## Galerie

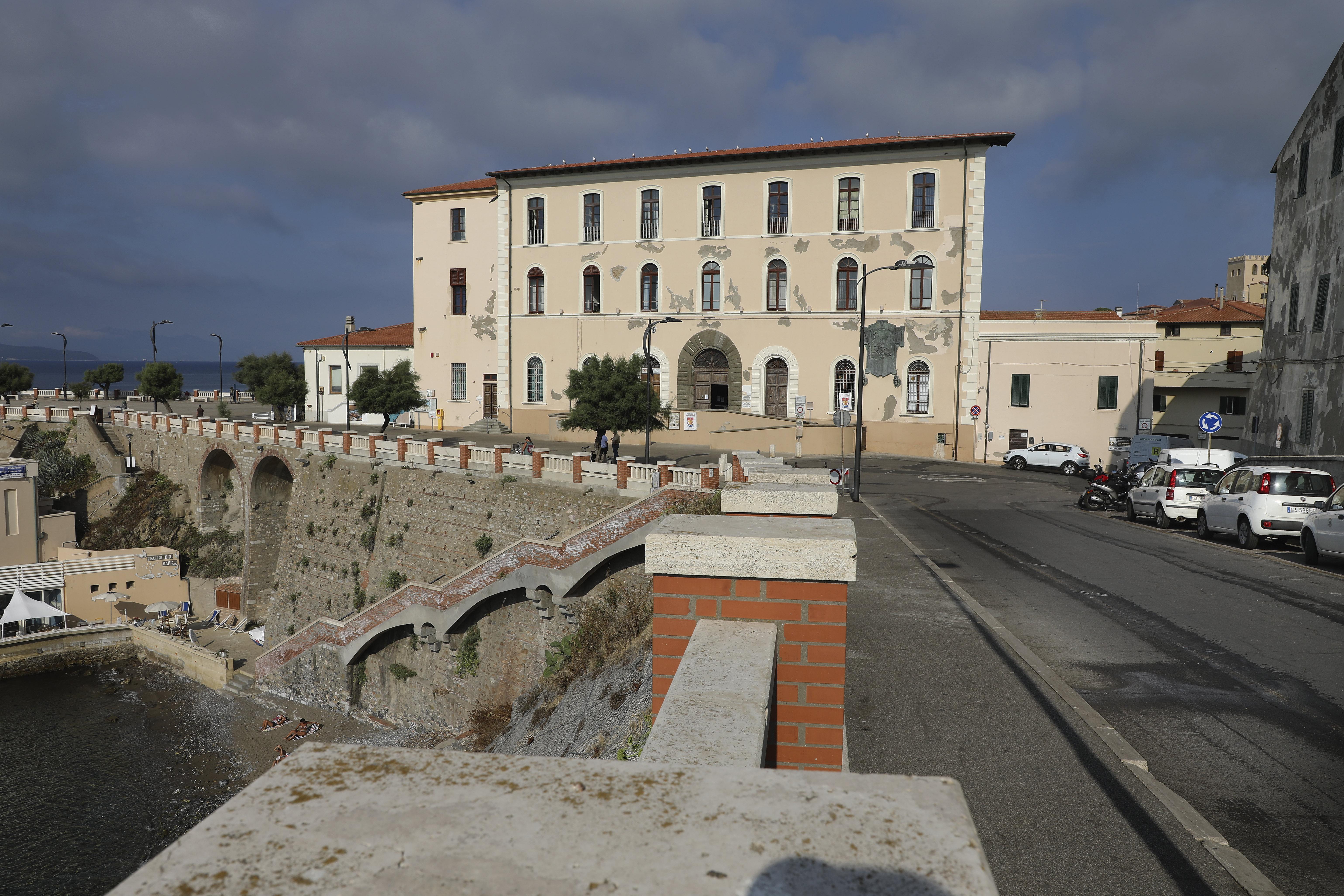
Plazzo Appiani.
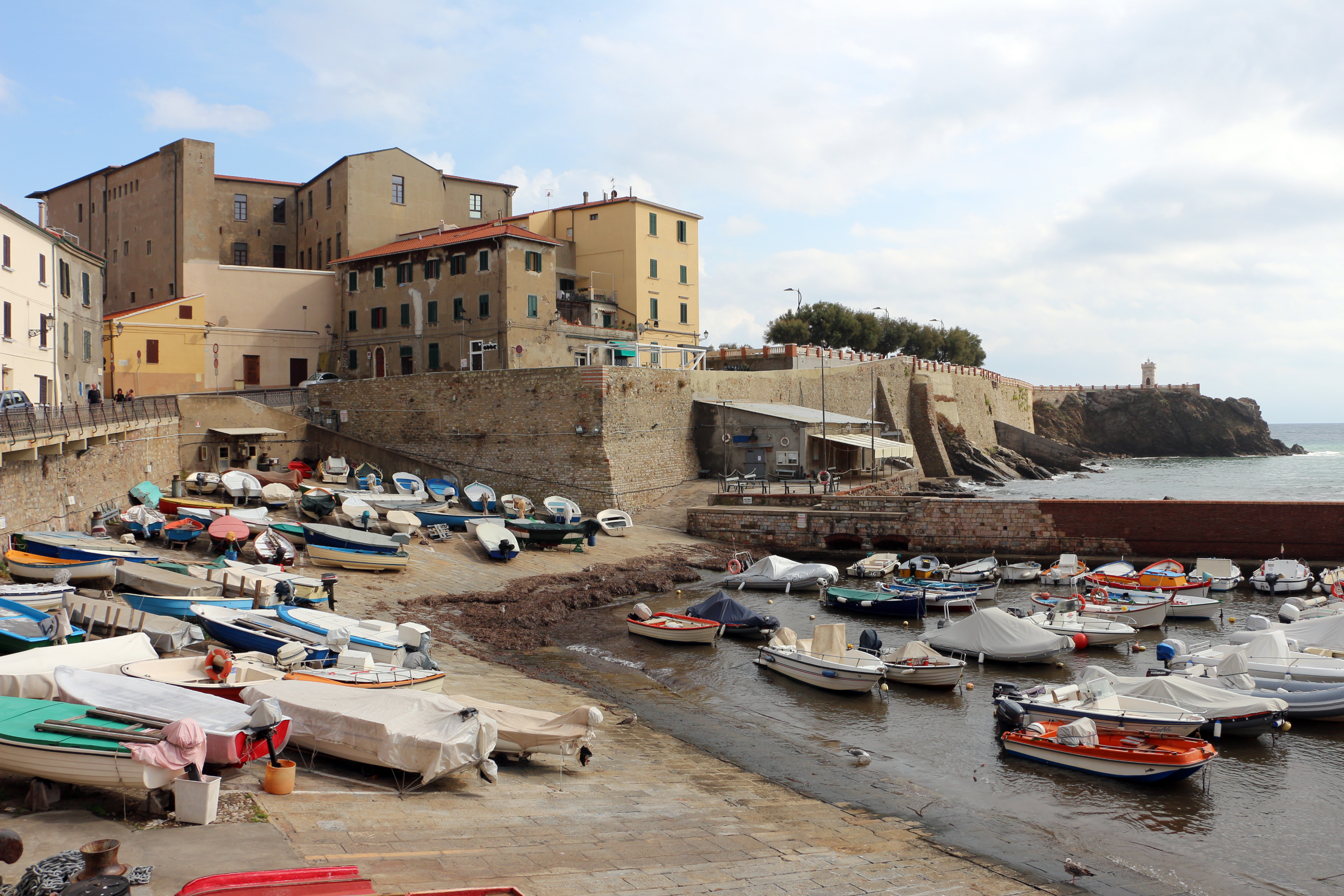
Vue du port antique.
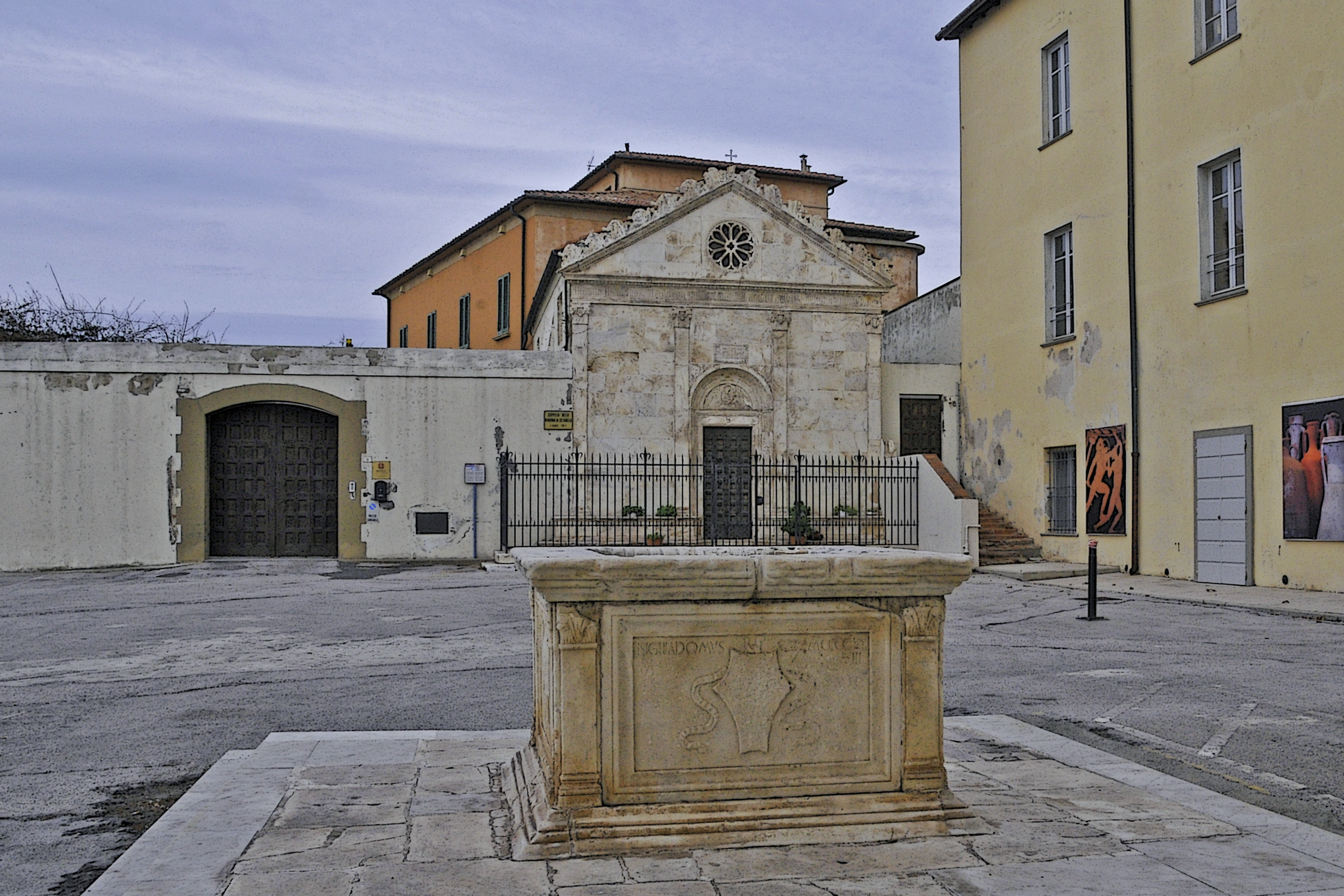
La citerne au milieu de la place et la chapelle.
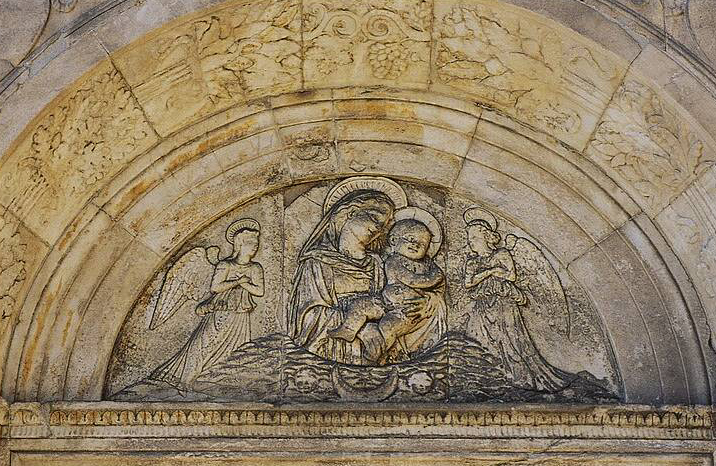
La lunette de la chapelle avec la Madonna con il Bambino.
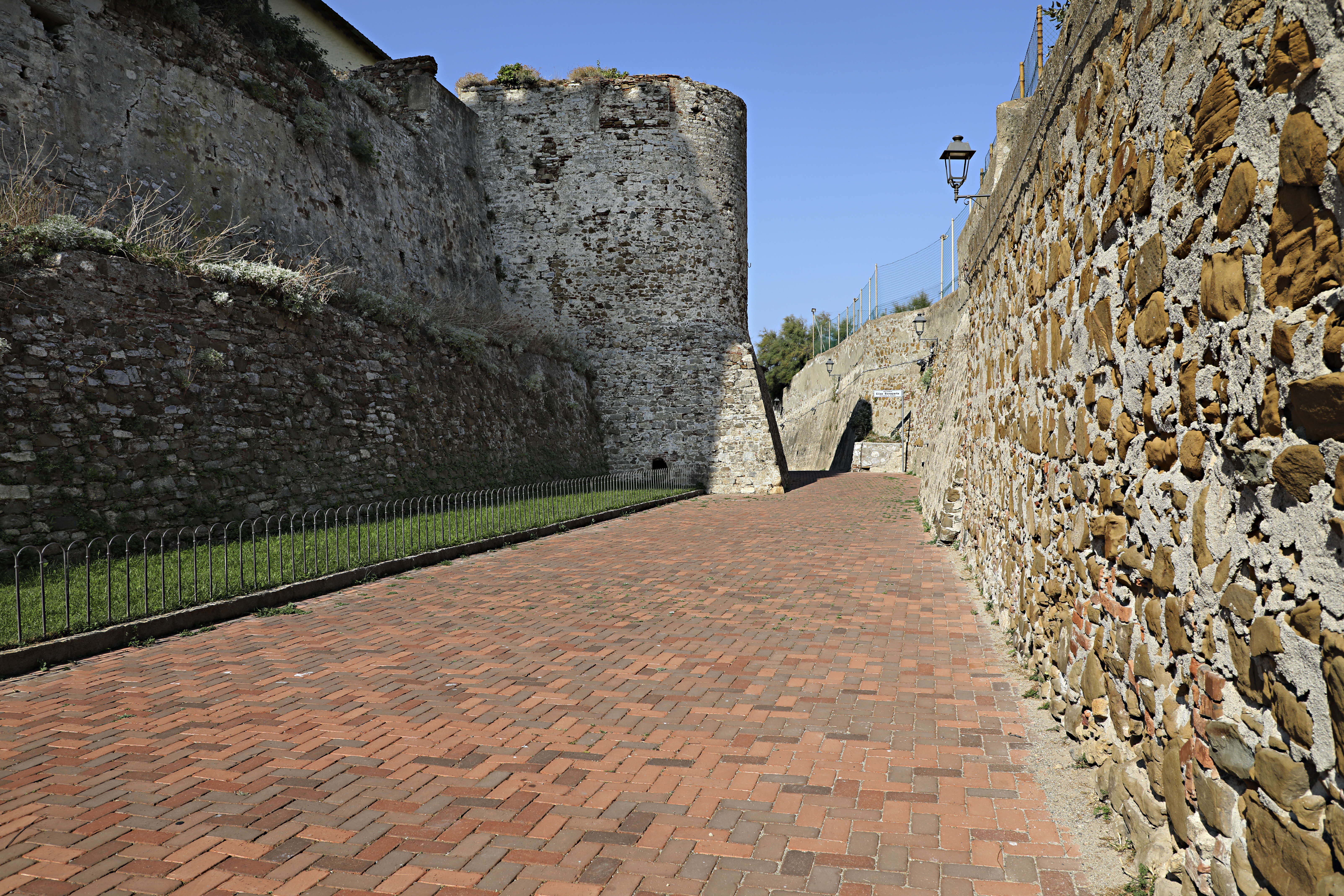
Muraille autour de la citadelle.